# Teatro Galán
El Teatro Galán, también llamado Teatro Provincial, fue el primer teatro de la ciudad chilena de Concepción. Se ubicaba en el centro de la ciudad, en la calle Freire, entre Caupolicán y Aníbal Pinto. Estuvo activo 26 años, desde su inauguración en 1856 hasta el incendio que lo afectó en 1882. A pesar de lo anterior, se registran espectáculos póstumos, como uno en 1887 realizado por artistas de la zona.
En 1885, se decide construir en su reemplazo el Teatro Concepción —en su ubicación original, en el centro de la ciudad—, desde 1928 perteneciente a la Universidad de Concepción, y que desde su creación se situó como la principal sala de espectáculos de la zona, realizándose en ella eventos de ópera, ballet, zarzuelas y obras de teatro, y más adelante también películas.